# つばめグリル

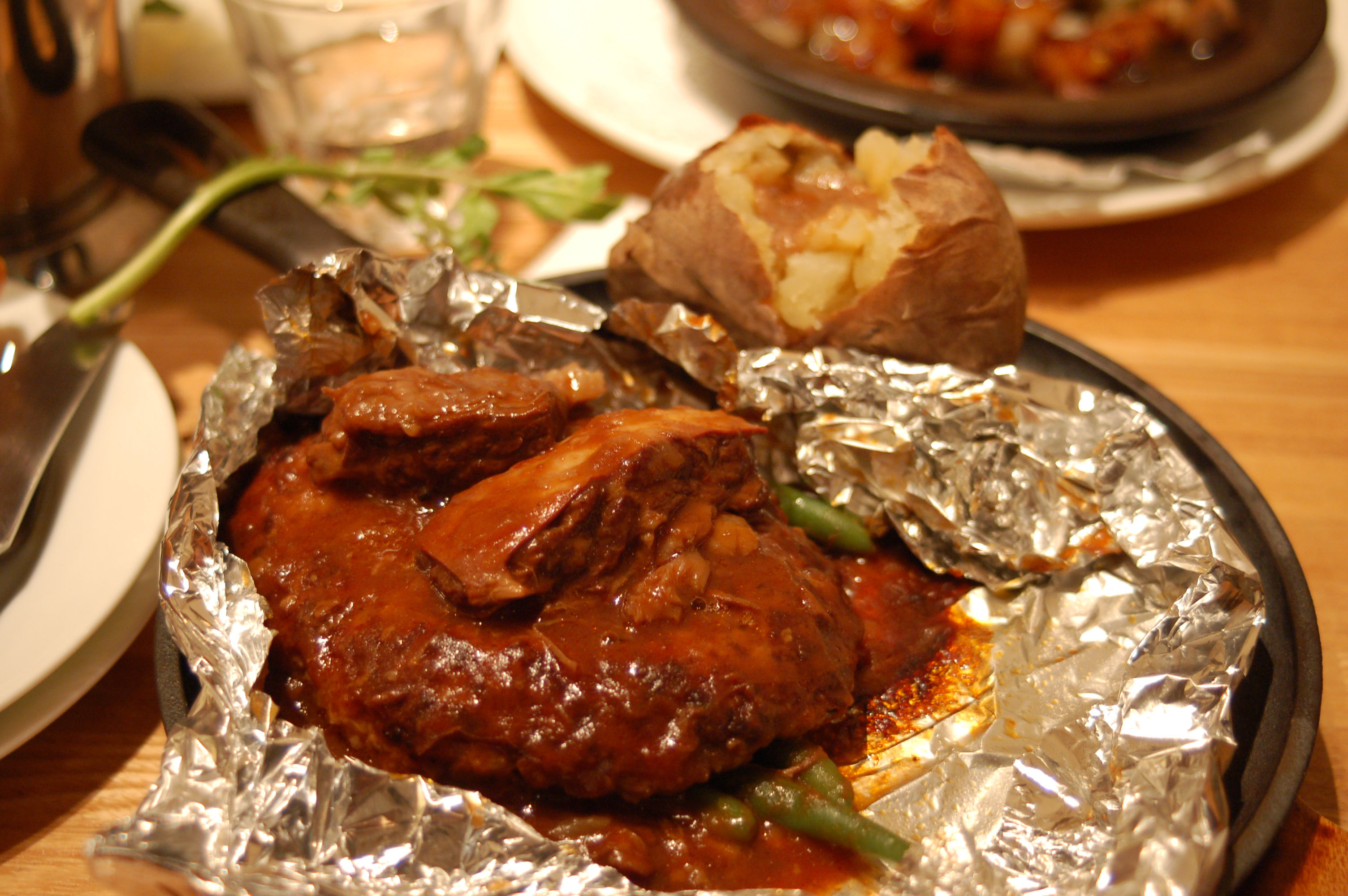
つばめ風ハンブルグ・ステーキ

つばめグリル（Tsubame Grill）は、東京都に本社を構える株式会社つばめが運営する洋食レストランである。

## 概要
つばめグリルは、防腐剤やうま味調味料を全く使用しない方針を持つ(ソーセージ、ベーコンには少なからず入っている)。
東京都を中心に、神奈川県も含め26店舗を展開している。
つばめグリルの名称は、昭和初期に活躍した特急つばめから採られた。

## 歴史
1930年（昭和5年）、新橋駅寄りで開業。戦後、現在の銀座本店（現在閉店）の位置に移転し、1974年（昭和49年）には現在の看板メニューである「つばめ風ハンブルグステーキ」のスタイルが誕生した。

## 店舗

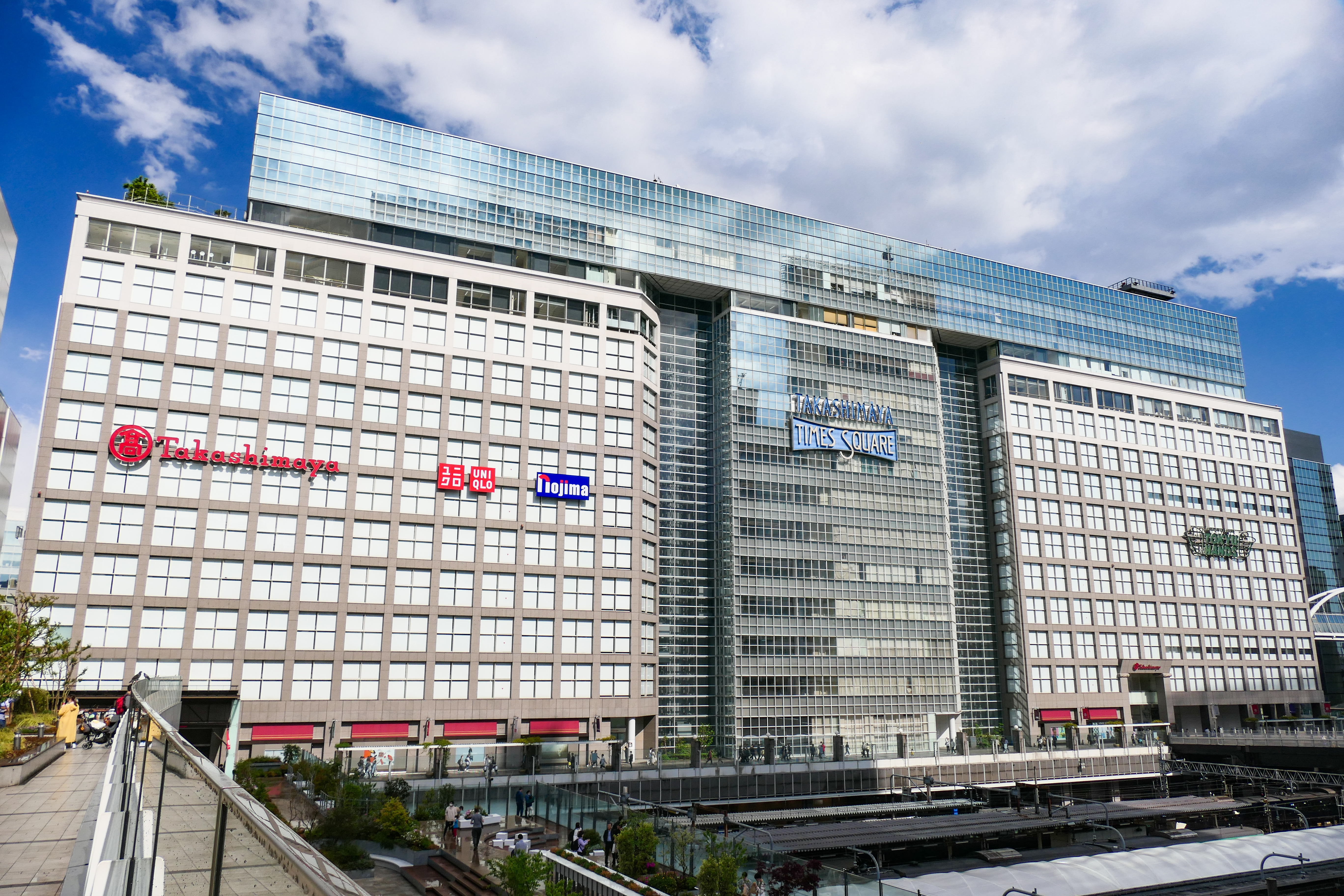
新宿タカシマヤタイムズスクエア店が入るタカシマヤタイムズスクエア（渋谷区千駄ヶ谷）

### つばめグリル
- 品川駅前店
- 玉川高島屋SC店
- ルミネ新宿店
- ルミネ池袋店
- 新宿タカシマヤタイムズスクエア店
- アトレ恵比寿店
- 錦糸町テルミナ2店
- 渋谷マークシティ店
- 銀座コア店
- 大丸東京店
- ルミネ荻窪店
- ルミネ横浜店
- キュービックプラザ新横浜店
- 大船ルミネウィング店
- ホテルメッツ川崎店(2024年10月31日閉店)

### つばめKITCHEN
- アトレ品川店
- 丸の内店

### GRILL 1930 つばめグリル
- アトレ上野店
- 日本橋高島屋S.C.店

### つばめグリル DELI
- エキュート品川店
- アトレ恵比寿店
- エキュート東京店
- ルミネ荻窪店
- 玉川高島屋S・C店
- CIAL横浜店

### つばめや 和牛グリル
- （銀座）

## テレビ番組
- 日経スペシャル カンブリア宮殿 熱狂的ファンを生む老舗洋食レストラン！ ～嘘をつかない"正直経営"の全貌～（2016年8月25日、テレビ東京）[2]